# Sophus August Vilhelm Stein
Sophus August Vilhelm Stein (29. juli 1797 i København – 14. maj 1868 sammesteds) var en dansk anatom og kirurg, far til Theobald, Valdemar og Harald Stein.
Stein studerede ved Kirurgisk Akademi, fra hvilket han blev stipendiar, samtidig med at han ansattes som kandidat ved Almindeligt Hospital, hvor han, efter 1819 at have taget kirurgisk eksamen, blev reservekirurg. Han fik 1820 embede som distriktslæge i København, og 1821 blev han bataillonskirurg.
Stein søgte imidlertid adgang til lægernes mere videnskabelige kreds, tog studentereksamen 1831 og 1832 medicinsk eksamen. Hans ikke meget store, men særdeles fremragende litterære virksomhed begyndte på denne tid. Han udgav Tabulæ anatomicæ præcipuarum humani corporis regionum, in qvibus graviores operationes chirurgicæ suscipiuntur (1831), et monumentalt tavleværk, af hvilket dog kun to hefter udkom.
Det efterfulgtes af hans disputats: De thalamo et origine nervi optici in homine et animalibus vertebratis, og kort efter begyndte han som privatdocent at undervise i anatomi i et lille lejet lokale. Begavet med et sjældent tegnetalent og et fint blik for kunst og skønhedsværdier var det naturligt, at han 1835 ansattes som professor i anatomi ved Kunstakademiet, hvad der gav Anledning til Udgivelsen af Haandbog i Menneskets Anatomi, udarbejdet m. H. t. Maler- og Billedhuggerkunsten (1840).
Til Københavns Universitet knyttedes han 1837 som docent i anatomi, blev 1844 overkirurg og året efter ordentlig professor i kirurgi, en udnævnelse, der blev kritiseret meget, da man mente, at Stein ikke var repræsentant for de moderne retninger i lægekunsten. Han viste sig imidlertid snart som en overlegen dygtighed, hvis plastiske operationer og stenknusninger skaffede ham et så stort ry, at han sammen med S.E. Larsen nævnes som grundlæggere af den danske kirurgiske skole.
Sine erfaringer publicerede han i Hospitalsmeddelelser, og som overkirurg ved Augustenborg Lasaret (1849) fik han lejlighed til at vise sin fremragende teknik. Stein oprettede 1848 det første københavnske riffelskyttekorps til hovedstadens forsvar og var nær knyttet til Skandinavismen. Han tog sin afsked fra universitetet 1854 og fra Kunstakademiet 1868. Stein blev etatsråd 1862, Ridder af Dannebrog 1840, Dannebrogsmand 1849 og kommandør 1857. Han er begravet på Holmens Kirkegård.
Der findes et maleri af David Monies 1866 (Frederiksborgmuseet). Tegning af Henrik Olrik 1865 (sammesteds) og af Th. Stein 1854. Portrætteret på Erik Henningsens maleri 1896 af Naturforskermødet i Roskilde 1847 (Københavns Universitet, Frederiksborgmuseet). Buste af Th. Stein (i marmor 1859, Frederiksborgmuseet, i gips samme år, Kirurgisk Akademi). Medaljon af samme (Kirurgisk Akademi). Bronzestatuette af samme 1897. Litografier af Edvard Fortling 1845 efter tegning af F.F. Helsted og af I.W. Tegner 1854 efter daguerreotypi. Stengravering fra Sigurd Trier 1868. Træsnit af Wilhelm Obermann 1865 efter tegning af Henrik Olrik.